# Kloster Escarp
Das Kloster Escarp (Santa Maria d’Escarp; Escarpe, Scarpium) ist eine ehemalige Zisterzienserabtei in der Gemeinde La Granja de Escarpe rund 35 km südwestlich von Lleida in der Provinz Lleida in Katalonien in Spanien. Die Anlage liegt rund 6 km südwestlich von Seròs am orographisch rechten Ufer des Segre kurz oberhalb der Einmündung des Rio Cinca rund 12 km vor der Mündung des Segre in den Ebro.

## Geschichte
Das Kloster wurde 1213 auf Grund einer Stiftung einer sarazenischen Grangie durch Peter II. von Aragonien an den Abt Arnold Amalrich von Cîteaux als Tochterkloster von Kloster Cîteaux gegründet und gehörte dessen Filiation an. Das Kloster blühte schnell auf und war an der Übernahme von Kloster Lavaix durch den Zisterzienserorden beteiligt. Zu Beginn des 15. Jahrhunderts fiel Escarp in Kommende. Später gehörte es der Zisterzienserkongregation der Krone von Aragonien an. Das Kloster besaß seit 1227 die Grangie von Maella als Priorat (ein ehemaliges Benediktinerinnenkloster, aus dem noch 1796 das Kloster Trapa von Santa Susana wurde). Seit 1591 unterstand es dem Kloster Poblet, mit dem es in der Klosteraufhebung unter der Regierung von Juan Álvarez Mendizábal sein Ende fand, nachdem es schon in den Auseinandersetzungen von 1809 und 1820 gelitten hatte. Nach der Auflösung verfiel die Anlage.

## Bauten und Anlage
Die dreischiffige Kirche wurde im späten 18. Jahrhundert neu errichtet. Von der Klosteranlage sind Teile erhalten.